# Тират-Цві
Тират-Цві (івр. טירת צבי) — релігійний кібуц в Ізраїлі.
Розташований у долині Бейт-Шеана, за 10 км на південь від Бейт-Шеана, на захід від р. Йордан і кордону між Ізраїлем і Йорданією. Входить у регіональну раду Бейт-Шеана.

## Географія
Тират-Цві лежить на позначці 220 м нижче рівня моря.
21 червня 1942 року тут зареєстрована найвища температура, яка коли-небудь відзначалася в Азії — плюс 53,9 °C.

## Історія
Кібуц був заснований 30 червня 1937 року. Заснували поселення євреї-репатріанти з Польщі, Румунії та Німеччини. Піонери-поселенці належали до груп Квуцат Шахаль і Квуцат Гудгес поселенського руху. Поселення названо на честь рабина Цві-Гірша Калишера, одного із засновників сіоністського руху та голови руху Ховевей Ціон. Назва перекладається як Фортеця Цві.
28 лютого 1938 року кібуц зазнав нападу однієї з арабських банд. Напад відбили захисники поселення з численними жертвами з обох сторін.
20 лютого 1948 року в ході Війни за Незалежність арабський батальйон атакував поселення. Напад відбили, 60 нападників ліквідували, також загинув один із захисників кібуцу.

## Економіка
У кібуці працює м'ясопереробний завод TIV, який реалізує свою продукцію не тільки в Ізраїлі, але і за кордоном.
Тират-Цві є найбільшим виробником фініків в Ізраїлі, тут вирощується близько 18 тис. фінікових пальм (фінік їстівний).
Також продає відому рослину лулав для проведення Сукоту. Спільна розробка вчених з Volcani Institute і фахівців з Тират-Цві дала змогу збільшити термін зберігання пальмового листя до декількох місяців, що дозволило зберегти молоде листя пальм, зібране навесні для свята Сукот, що проходить восени. У 2009 році з Тират-Цві для свята Сукот поставили 70 тис. лулавів (пальмового листя).